# Brezovica pri Mirni
Brezovica pri Mirni – wieś w Słowenii, w gminie Mirna. W 2018 roku liczyła 126 mieszkańców.